# Мажиев, Хасан Нажоевич
Хаса́н Нажо́евич Мажи́ев (чечен. МІа́ьжин Нажи́-кІант Хьаса́н; род. 1952 г., Казахская ССР) — доктор технических наук, профессор. Заслуженный работник высшей школы Российской Федерации (2023), заслуженный деятель науки Чеченской Республики, почетный работник высшего профессионального образования РФ. Почетный строитель Юга и Северного Кавказа, академик МАНЭБ, президент Сейсмофонда, заведующий кафедрой «Строительные конструкции» ГГНТУ имени академика М. Д. Миллионщикова.

## Биография
По национальности чеченец. Родился в 1952 году, в высылке чеченцев. Выпускник строительного факультета Грозненского нефтяного института. Первый в Чечне кандидат технических наук в сфере строительства. Работу над кандидатской диссертацией Х. Мажиев начал в аспирантуре (1976—1979) центрального НИИ строительных конструкций Госстроя СССР (Москва), затем получил и доктора технических наук.
С 1975 г. работает в ГГНТУ имени академика М. Д. Миллионщикова. В 1997—2000 г. — проректор по учебной работе. В настоящее время заведующий кафедрой «Строительные конструкции». Помимо, состоит в научном совете и является заместителем директора Комплексного научно-исследовательского института РАН. Также является академиком МАНЭБ и президентом фонда поддержки и развития сейсмостойкого строительства «Защита и безопасность города» — «Сейсмофонд».
Отечественной и зарубежной научной общественности Х. Мажиев известен своими исследованиями в области сейсмостойкости зданий и сооружений. Он является автором (в ряде случаев — соавтором) свыше 80-ти работ. Наиболее известная среди них — коллективная монография «Сейсмоизоляция и адаптивные системы сейсмозащиты». Мажиев участвовал в работе 9-й и 11-й Европейских конференций (Москва — 1990, Париж — 1998), 10-й и 11-й Всемирных конференций (Мадрид (Испания) — 1992, Акапулько (Мексика) — 1996) по сейсмостойкому строительству.

Разработки Хасана Мажиева нашли применение при застройке Байкало-Амурской магистрали, которая находится в зоне вечной мерзлоты, отмечены бронзовой медалью ВДНХ СССР и Почетной грамотой Президиума Академии наук СССР, Почетной грамотой ЦК ВЛКСМ. Х. Мажиев принимал участие в работе государственных комиссий по ликвидации последствий землетрясений в Узбекистане и в Молдавии. Мажиев также получил патент на сейсмоизолирующий коленчатый фундамент, позволяющий уберечь от разрушений во время землетрясений здания и сооружения, спасти людей, сохранить ценное оборудование.
Чечня находится в девятибалльной сейсмозоне, но наряду с этим в республике отмечено повышенное проседание грунтов, поэтому вопросы сейсмозащиты в нашем регионе очень актуальны.
Большинство жителей республики селятся в зданиях, не оборудованных сейсмозащитой, поскольку строители не заинтересованы во внедрении инновационных технологий и разработок, если это не дает быстрого дохода.Х. Н. Мажиев

## Известные труды
— статьи, опубликованные в ведущих рецензируемых ВАК РФ изданиях:
- Мажиев, Х. Н. 12-я Европейская конференция по сейсмостойкому строительству [Текст] (Лондон, 9-13 сентября 2002 г.) / Я.М Айзенберг, М. А. Клячко, Х. Н. Мажиев // Сейсмостойкое строительство. Безопасность сооружений. — № 6. — 2002.
- Мажиев, Х. Н. Параметрический анализ сейсмической реакции здания с гибким нижним этажом и упруго-пластичными выключающимися связями [Текст] / П. Д. Мухамеджанов, И. Д. Мухамеджанов, Х. Н. Мажиев // Сейсмостойкое строительство. Безопасность сооружений. № 2. — 2003.
- Мажиев, Х. Н. Влияние различных факторов на формирование спектров колебаний протяженного сооружения и экологическая безопасность магистральных трубопроводов [Текст] / В. Б. Заалишвили, Х. Н. Мажиев // Сейсмостойкое строительство. Безопасность сооружений. № 1. — 2007.
- Мажиев, Х. Н. Сейсмический риск существующей застройки на территории г. Владикавказа [Текст] // В. Б. Заалишвили, Х. Н. Мажиев, И. Л. Габеева // Сейсмостойкое строительство. Безопасность сооружений. № 4. — 2008.
- Мажиев, Х. Н. Строительные материалы с использованием углеводородных выбросов нефтехимии и нефтепереработки [Текст] // Д.К-С. Батаев, И. С. Тепсаев, Х. Н. Мажиев // Вестник Международной академии наук экологии и безопасности жизнедеятельности. — Т. 14. — № 3, 2008.
- Мажиев, Х. Н. К проблеме разработки материалов и конструкций для повышения сейсмостойкости зданий и сооружений/ Сейсмостойкое строительство. Безопасность сооружений. № 6, 2009.
- Мажиев, Х. Н. К проблеме повышения экологической безопасности строительного комплекса Чеченской Республики [Текст] // Д.К.-С. Батаев, Х. Н. Мажиев, С.-А. Ю. Муртазаев, М. У. Умаров, И. С. Тепсаев // Вестник Международной академии наук экологии и безопасности жизнедеятельности, Т. 15. — № 2, 2010.
- Мажиев, Х. Н. Восстановление зданий и сооружений, пострадавших в результате военных действий в г. Грозном [Текст] / В. Б. Заалишвили, Х. Н. Мажиев // Сейсмостойкое строительство. Безопасность сооружений. — № 3, 2010.

— монографиях:
- Мажиев, Х. Н. Сейсмоизоляция и адаптивные системы сейсмозащиты [Текст] / Я. М. Айзенберг, М. М. Деглина, Х. Н. Мажиев [и др.] // Академия наук СССР, М.: Наука, 1983. — 142 с.
- Мажиев, Х. Н. Приборы и оборудование строительных лабораторий/ Х. Н. Мажиев, Д.К-С. Батаев, Э. П. Соловьев, В. Г. Тимошук // Под общей редакцией Мажиева Х. Н. — М.: Комтех-Принт, 2007.
- Мажиев, Х. Н. Техническое обследование и экспертиза зданий и сооружений [Текст] / Д.К.-С. Батаев, Х. Н. Мажиев., С.-М. К. Хубаев, С.-А. Ю. Муртазаев, А. Г. Шамилев // Под общей редакцией Батаева Д. К.-С. — М.: Комтех-Принт, 2008.
- Мажиев, Х. Н. Мелкозернистые бетоны на основе наполнителей из вторичного сырья [Текст] / С.-А. Ю. Муртазаев, Д.К.-С. Батаев, З. Х. Исмаилова, Х. Н. Мажиев, С.-М. К. Хубаев // Под общей редакцией Муртазаева С.-А.Ю. -М.: Комтехпринт, 2009.
- Мажиев, Х. Н. Материалы и конструкции для повышения сейсмостойкости зданий и сооружений [Текст] / Я. М. Айзенберг, Х. Н. Мажиев, Д.К.-С. Батаев, М. М. Батдалов, С.-А. Ю. Муртазаев. — М.: Комтехпринт, 2009.
- Мажиев, Х. Н. Мелкозернистые бетоны из техногенного сырья для ремонта и восстановления поврежденных зданий и сооружений / Ю. М. Баженов, Д.К.-С. Батаев, С.-А. Ю. Муртазаев, Х. Н. Мажиев. — Грозный, 2011.

— патентах РФ:
- Патент 2374393 РФ, МПК E02D 27/00. Сейсмоизолирующий тарельчатый фундамент / Х.-М. С. Духаев, Х. Н. Мажиев, С.-М. К. Хубаев. — № 2007146296/03; заявл. 17.12.2007; опубл. 27.11.2009.
- Патент 2412364 С2 РФ МПК F03G 3/00. Силовая установка / Д. Т. Озниев, Д.К.-С. Батаев, Х. Н. Мажиев, С. А. Бекузарова. — № 2009101517/06; заявл. 19.01.2009; опубл. 20.02.2011, Бюл. № 5. — 5 с. (0,3 п.л. (авт. — 0,07 п.л.)).
- Патент 2392071 РФ, МПК B09B 3/00, B28C 5/00, C04B 20/04. Способ утилизации отходов нефтепереработки для строительных материалов / Д.К.-С. Батаев, Х. Н. Мажиев, И. С. Тепсаев, Т. В. Мунаев, Г. К. Батаев, С. К. Айсханов, С. А. Бекузарова. — № 2008142908/03; заявл. 29.10.2008; опубл. 20.06.2010.
- Патент 2396133 РФ, МПК B09C 1/00, A01B 79/02. Способ реабилитации нефтезагрязненных земель / В. Б. Заалишвили, С. А. Бекузарова, Д.К.-С. Батаев, Х. Н. Мажиев. — № 2008142997/15; заявл. 29.10.2008; опубл. 10.08.2010.
- Патент 2406804 РФ, МПК E02D 27/34. Универсальный сейсмоизолирующий фундамент / Х.-М. С. Духаев, С.-М. Х.-М. Духаев, М.Х.-М. Духаева, Х. Н. Мажиев — № 2009131826/03; заявл. 24.08.2009; опубл. 20.12.2010.
- Патент 2407916 РФ, МПК F03D 5/00. Ветроэнергетическая установка / А. С. Алиев, Р. А. Алиев, Д.К.-С. Батаев, Х. Н. Мажиев. — № 2009114207/06; заявл. 14.04.2009; опубл. 27.12.2010.
- Патент 2 411 928 С1 РФ МПК A61F 9/06, A42B 3/00. Сварочный шлем / У. А. Шовхалов, Д.К.-С. Батаев, Х. Н. Мажиев, С. А. Бекузарова.- 2009149348; заявл. 29.12.2009 г.; опубл. 20.02.2011 г.
- Патент РФ (положительное решение по заявке № 2009134197), МПК H05B 3/60, F24H 1/18. Способ выработки тепловой энергии / А. Д. Мачигов, Ибрагимов Р. Н., А.А.-М. Увайсов, Д.К.-С. Батаев, Х. Н. Мажиев, С. А. Бекузарова.
- Патент РФ (положительное решение по заявке № 2010143388), МПК С04В18/04, С04В18/16. Бетонная смесь и способ её приготовления / С-А. Ю. Муртазаев, Д.К-С. Батаев, Х. Н. Мажиев, С. А. Бекузарова, М.А-В. Абдуллаев, С. А. Алиев, М. С. Сайдумов, М. И. Керимов, А. Х. Шахабов

— статьи, опубликованные в других научных журналах и изданиях:
- Мажиев, Х. Н. Оптимизация динамических характеристик при совместном учёте воздействий сейсмических колебаний грунта и флуктуаций ветра / Х. Н. Мажиев // Сейсмоизоляция и адаптивные системы сейсмозащиты. — М.: Наука, 1983.
- Мажиев, Х. Н. Исследование сейсмической реакции адаптивных систем с ВС с применением электронных аналоговых машин [Текст] / Х. Н. Мажиев // В кн.: Сейсмоизоляция и адаптивные системы сейсмозащиты, М., Наука, 1983.
- Мажиев, Х. Н. Учёт сейсмических колебаний грунта и флуктуаций ветра при проектировании высоких зданий (на англ. языке) [Текст] / Х. Н. Мажиев // Труды 9-й Европейской конференции по сейсмостойкому строительству, Москва, 1990 г.
- Мажиев, Х. Н. Анализ сейсмостойкости и вопросы усиления сооружений башенной архитектуры вайнахов (на англ. языке) / Х. Н. Мажиев, Л. В. Усманов // Труды 9-й Европейской конференции по сейсмостойкому строительству, Москва, 1990 г.
- Мажиев, Х. Н. Новые экологически безопасные материалы из отходов промышленности / Д.К.-С. Батаев, А-В. А. Саидов, Х. Н. Мажиев, Ф. В. Яндарова // Труды Грозненского государственного нефтяного института имени академика М. Д. Миллионщикова. Выпуск 3, Грозный: ГГНИ, 2003.
- Мажиев, Х. Н. Анализ последствий землетрясений в сельских районах горной местности / Х. Н. Мажиев, И. Д. Мухамеджанов, П. Д. Мухамеджанов // Наука, образование и производство: материалы всероссийской научно-практической конференции, 4 декабрь 2003 г. — Грозный.
- Мажиев, Х. Н. Натурные испытания здания с каскадной системой сейсмозащиты / Х. Н. Мажиев, А. М. Мелентьев, П. Д. Мухамеджанов // Наука, образование и производство: материалы всероссийской научно-практической конференции, 4 декабрь 2003 г. — Грозный: ГГНИ, 2004.
- Мажиев, Х.Н. Мелкозернистый бетон — наиболее рациональный и экологически чистый материал для ремонта и восстановления конструкций / Д.К.-С. Батаев, Х. Н. Мажиев, А.-В. А. Саидов, К. М. Сайдулаев // Наука, образование и производств: материалы всероссийской научно-практической конференции, 4 декабря 2003 г.
- Мажиев, Х. Н. Оценка сейсмического риска территорий городов на основе региональной модели воздействий и физического состояния застройки / Х. Н. Мажиев // Чечня на рубеже веков: Состояние и перспективы: материалы научно-практической конференции, 27 марта 2004 г.- Грозный, 2004.).
- Мажиев, Х. Н. Строительство и реконструкция зданий по технологии «РLАSТВАU» в сейсмических районах [Текст] / Х. Н. Мажиев, 3.3. Закраилов, И. Б. Асхабов, В. А. Байтиев // Чечня на рубеже веков: Состояние и перспективы: материалы научно-практической конференции, 27 марта 2004 г.- Грозный, 2004.
- Мажиев, Х. Н. Оценка сейсмостойкости восстанавливаемых в Грозном зданий на основе применения программных средств фирмы «СКАД-СОФТ» [Текст] / Х. Н. Мажиев, Х-М. С. Духаев, Р. А. Берсанов // Чечня на рубеже веков: Состояние и перспективы: материалы научно-практической конференции, 27 марта 2004 г.- Грозный, 2004.
- Мажиев, Х. Н. Обследование зданий и сооружений с учётом сейсмических воздействий [Текст] / Х. Н. Мажиев, Х-М. С. Духаев, И. Б. Асхабов, Кадаев И. Х. // Чечня на рубеже веков: Состояние и перспективы: материалы научно-практической конференции, 27 марта 2004 г.- Грозный, 2004.
- Мажиев, Х. Н. Оценка сейсмостойкости многоэтажных зданий с применением программного комплекса STARK.ES/ Х. Н. Мажиев // Труды Грозненского государственного нефтяного института имени академика М. Д. Миллионщикова: Грозный, 2004.
- Мажиев, Х. Н. Численное исследование влияния строения грунтовой толщи на спектральный состав колебаний на поверхности [Текст] / В. Б. Заалишвили, Х. Н. Мажиев, Д. А. Мельков // Геотехнические проблемы строительства на просадочных грунтах в сейсмических районах, 10-12 ноября 2005 г. — Душанбе, 2005.
- Мажиев, Х. Н. Эффективный метод расчета волны прорыва, образовавшейся в результате сейсмического удара в горном водохранилище / В. Б. Заалишвили, Х. Н. Мажиев, Ж. Д. Туаева // Геотехнические проблемы строительства на просадочных грунтах в сейсмических районах, 10-12 ноября 2005 г. — Душанбе, 2005.
- Мажиев, Х. Н. Исследование сейсмической опасности в современном строительстве [Текст] / В. Б. Заалишвили, Х. Н. Мажиев, А. М. Мелентьев // Труды Грозненского государственного нефтяного института имени академика М. Д. Миллионщикова: Грозный, 2005.
- Мажиев, Х. Н. Классификация зданий по сейсмобезопасности [Текст] / Х. Н. Мажиев, В. Б. Заалишвили, Т. Г. Мамитов // Труды Грозненского государственного нефтяного института им. академика М. Д. Миллионщикова: Грозный, 2005.
- Мажиев, Х. Н. Об экологических проблемах нефтехимической промышленности [Текст] / Х. Н. Мажиев, В. Б. Заалишвили, А. К. Джгамадзе // Труды Грозненского государственного нефтяного института имени академика М. Д. Миллионщикова: Грозный, 2005.
- Мажиев, Х. Н. Задачи снижения сейсмического риска с учётом военных повреждений и других специфических условий Чеченской республики [Текст] / Я. М. Айзенберг, Х. Н. Мажиев, В. Б. Заалишвили, Кадаев И. Х. // Сейсмическая опасность и управление сейсмическим риском на Кавказе: труды Кавказской школы семинара молодых ученых.- Владикавказ: ВНЦ РАН и РСО-А, 2006.
- Мажиев, Х. Н. Уязвимость зданий и сооружений при сейсмических воздействиях / В. Б. Заалишвили, Х. Н. Мажиев, И. С. Годустов // Современное состояние и пути развития Юга России: материалы региональной научной конференции «Системные исследования современного состояния и пути развития Юга России (природа, общество, человек)», 6-8 июня 2006 г.- ЮНЦ РАН: — Ростов-на-Дону. 2007.
- Мажиев, Х. Н. Оценка сейсмического риска урбанизированной территории [Текст] / В. Б. Заалишвили, Х. Н. Мажиев [и др.] // Современное состояние и пути развития Юга России: материалы региональной научной конференции «Системные исследования современного состояния и пути развития Юга России (природа, общество, человек)», 6-8 июня 2006 г.- ЮНЦ РАН: — Ростов-на-Дону. — 2007.
- Мажиев, Х. Н. Социальные потери при землетрясениях различной интенсивности / В. Б. Заалишвили, Х. Н. Мажиев, Д. А. Мельков, Л. Н. Невский // Современное состояние и пути развития Юга России: материалы региональной научной конференции «Системные исследования современного состояния и пути развития Юга России (природа, общество, человек)», 6-8 июня 2006 г.- ЮНЦ РАН: — Ростов-на-Дону. 2007.
- Мажиев, Х. Н. Особенности изучения инженерно-геологических и гидрогеологических условий зданий, поврежденных в результате военных действий / Х. Н. Мажиев, И.X. Кадаев, В. А. Байтиев, Х. О. Чотчаев // Инновационные технологии для устойчивого развития горных территорий: материалы VI Международной конференции, 28-30 мая 2007 г. — Владикавказ: Изд-во «Терек», 2007.
- Мажиев, Х. Н. Опыт применения систем анализа конструкции при подготовке инженеров-строителей / Х. Н. Мажиев, Х.-М. С. Духаев, В. А. Байтиев // Современное образование: проблемы и новации: сборник материалов научно-методической конференции, 30 мая 2007 г.
- Мажиев, Х. Н. Социальные потери при землетрясениях различной интенсивности [Текст] / Х. Н. Мажиев, Л. Н. Невский // Инновационные технологии для устойчивого развития горных территорий: материалы VI Международная конференция, 28-30 мая 2007 г.- Владикавказ: Изд-во «Терек», 2007.
- Мажиев, Х.Н. Опыт повышения сейсмостойкости восстанавливаемого кирпичного здания (на примере восстановления главного корпуса КНИИ РАН) / Х. Н. Мажиев, М. А.-В. Абдуллаев // Материалы всероссийской научно-практической конференции молодых ученых, аспирантов и студентов, 16 ноября 2007 г. — Грозный, 2007.
- Мажиев Х. Н. О возможности использование отходов разборки зданий и сооружений в качестве мелкозернистого наполнителя для бетонных смесей / Д.К.-С. Батаев, Х. Н. Мажиев, М. А.-В. Абдуллаев // Материалы всероссийской научно-практической конференции молодых ученых, аспирантов и студентов, 16 ноября 2007 г. — Грозный, 2007.
- Мажиев, Х. Н. Новая технология утилизации отходов нефтепродуктов [Текст] / Д.К.-С. Батаев, Х. Н. Мажиев, И. С. Тепсаев // Стратегия инновационного развития Юга России: проблемы, перспективы, направления: материалы Международной научно-практической конференции, 12-14 ноября 2008 г. ¬¬¬¬¬¬- Сочи, 2008.
- Мажиев, Х. Н. Снижение экологического риска путем смягчения последствий природных и техногенных воздействий на застройку урбанизированных территорий / Х. Н. Мажиев // Экологическая ситуация на Северном Кавказе: проблемы и пути их решения: материалы Всероссийской научно-практической конференции. — Нальчик, ГП КБР «Республиканский полиграфкомбинат им. Революции 1905 г.», 2007.
- Мажиев, Х. Н. Утилизация отходов нефтепродктов при строительных работах / Д.К-С. Батаев, Х. Н. Мажиев, И. С. Тепсаев, С. А. Бекузарова // Мировые инновационные технологии восстановления нарушенных и загрязненных земель техногенных регионов: сборник материалов международной научно-практической конференции. — Кемерово, 2008.
- Мажиев, Х. Н. Нанотехнологическая ориентация науки в Чеченской Республике / Х. Н. Мажиев, Д.К-С. Батаев, Р. Х. Дадашев, Д. Т. Озниев // Вестник АН ЧР. — Грозный, 2008.
- Мажиев, Х. Н. Инженерный анализ проявления землетрясения 11 октября 2008 года на территории Чеченской Республике / Х. Н. Мажиев, Д.К.-С. Батаев, К. Х. Мажиев, А. Х. Мажиева // Сейсмическая опасность и управление сейсмическим риском на Кавказе: труды III Кавказской международной школы-семинара молодых ученых, 24-26 сентября: Владикавказ, 2009.
- Мажиев, Х. Н. Моделирование работы сейсмоизолирующего тарельчатого фундамента / Х. Н. Мажиев, Д.К-С. Батаев, Х-М. С. Духаев, К. Х. Мажиев, А. Х. Мажиева // Сейсмическая опасность и управление сейсмическим риском на Кавказе: труды III Кавказской международной школы-семинара молодых ученых, 24-26 сентября: Владикавказ, 2009.
- Мажиев, Х. Н. Сейсмоизоляция зданий различных конструктивных систем / Х. Н. Мажиев, Ю. Д. Черепинский, Д.К.-С. Батаев // Сборник статей по материалам региональной научно-практической конференции «Новое в расчетах и проектировании строительных конструкций», 29-30 октября.- Махачкала, 2009.
- Мажиев, Х. Н. Пути повышения стойкости наноструктурных строительных композитов / Д.К-С. Батаев, С-А. Ю. Муртазаев, Х. Н. Мажиев // Сборник статей по материалам региональной научно-практической конференции «Новое в расчетах и проектировании строительных конструкций», 29-30 октября.- Махачкала, 2009.
- Мажиев Х. Н. Об оценке просадочности структурно-неустойчивой группы суглинистых грунтов на южных площадях территории г. Владикавказа / В. Б. Заалишвили, Б. В. Дзеранов, Х. О. Чотчаев, Х. Н. Мажиев // Сейсмическая опасность и управление сейсмическим риском на Кавказе: труды III Кавказской международной школы-семинара молодых ученых, 24-26 сентября: Владикавказ, 2009.
- Мажиев, Х. Н. К вопросу сейсмоизоляции зданий, возводимых в горных районах / Х. Н. Мажиев, А. Х. Мажиева, К. Х. Мажиев // Материалы VII Международной научной конференции «Устойчивое развитие горных территорий в условиях глобальных изменений». Владикавказ, 14-16 сентября, 2010.
- Мажиев, Х. Н. Восстановление поврежденных в результате землетрясений и техногенных воздействий объектов жизнеобеспечения горных территорий / Х. Н. Мажиев, Д.К.-С. Батаев // Материалы VII Международной научной конференции «Устойчивое развитие горных территорий в условиях глобальных изменений». Владикавказ, 14-16 сентября, 2010.
- Мажиев Х. Н. Результаты технического обследования основных социально значимых объектов Чеченской Республики / А. Д. Батаев, Д.К.-С. Батаев, Х. Н. Мажиев // Инновационные технологии в производстве, науке и образовании: материалы юбилейной международной научно-практической конференции. — Грозный: изд-во «Грозненский рабочий», 2010.
- Мажиев, Х. Н. Экспериментально-теоретические исследования и практические мероприятия по строительству зданий с системами сейсмоизоляции / Х. Н. Мажиев // Инновационные технологии в производстве, науке и образовании: материалы юбилейной международной научно-практической конференции. — Грозный: Изд-во «Грозненский рабочий», 2010.
- Мажиев, Х. Н. К расчету и проектированию сейсмозолирующих кинематических фундаментов зданий / Х. Н. Мажиев, Д.К.-С. Батаев, М. Ш. Минцаев, И. Х. Кадаев // Инновационные технологии в производстве, науке и образовании: материалы юбилейной международной научно-практической конференции. — Грозный: Изд-во «Грозненский рабочий», 2010.
- Мажиев, Х. Н. Геотехнические проблемы при возведении высоких зданий в г. Грозном /, К. Х. Мажиев, А. Х. Мажиева, Д.К-С. Батаев, Х. Н. Мажиев // Труды молодых ученых. — Изд. «Терек». — Владикавказ, 2010.
- Мажиев, Х.Н. К вопросу научно-технического сопровождения строительства комплекса высотных зданий в г. Грозном /, К. Х. Мажиев, А. Х. Мажиева, Д.К-С. Батаев, Х. Н. Мажиев // Труды молодых ученых. — Изд. «Терек».- Владикавказ, 2010.
- Мажиев, Х.Н. Системный подход в решении проблемы повышения сейсмостойкости зданий и сооружений / Х. Н. Мажиев // Межрегиональный Пагуошский симпозиум «Наука и высшая школа Чеченской Республики: перспективы развития межрегионального и международного научно-технического сотрудничества». — М: Наука, 2011.
- Мажиев, Х.Н. Инженерный анализ поведения малоэтажных зданий во время землетрясения 11 октября 2008 года в Чеченской Республике / Х. Н. Мажиев, Д.К.-С. Батаев, К. Х. Мажиев, А. Х. Мажиева // Межрегиональный Пагуошский симпозиум «Наука и высшая школа Чеченской Республики: перспективы развития межрегионального и международного научно-технического сотрудничества». — М: Наука, 2011.
- Мажиев, Х. Н. Расчет гашения продольных колебаний при их передаче от тарельчатого фундамента на здания и сооружения / М. Г. Алишаев, Х. Н. Мажиев, Д.К.-С. Батаев, М. М. Батдалов, Х.-М. С. Духаев, А. Х. Мажиева, К. Х. Мажиев // Наука и образование в Чеченской Республике: состояние и перспективы развития: материалы Всероссийской научно-практической конференции, посвященной 10-летию со дня основания КНИИ РАН,7 апреля 2011 г.
- Мажиев, Х. Н. Формирование свойств мелкозернистого ремонтного бетона при пропитке инертного заполнителя / Д.К.-С. Батаев, Х. Н. Мажиев, С.-А. Ю. Муртазаев, И. С. Тепсаев // Наука и образование в Чеченской Республике: состояние и перспективы развития: материалы Всероссийской научно-практической конференции, посвященной 10-летию со дня основания КНИИ РАН,7 апреля 2011 г.- Грозный, 2011.
- Мажиев, Х. Н. Формирование свойств мелкозернистого ремонтного бетона при пропитке инертного заполнителя / Д.К.-С. Батаев, Х. Н. Мажиев, С.-А. Ю. Муртазаев, И. С. Тепсаев // Наука и образование в Чеченской Республике: состояние и перспективы развития: материалы Всероссийской научно-практической конференции, посвященной 10-летию со дня основания КНИИ РАН, 7 апреля 2011 г. — Грозный, 2011.
- Мажиев, Х. Н. Экспериментальные исследования работы сейсмоизолирующей тарельчатой опоры / Х. Н. Мажиев, Д.К.-С. Батаев, Х.-М. С. Духаев, Д. Т. Озниев // Наука и образование в Чеченской Республике: состояние и перспективы развития: материалы Всероссийской научно-практической конференции, посвященной 10-летию со дня основания КНИИ РАН, 7 апреля 2011 г. — Грозный, 2011.
- Мажиев, Х. Н. Динамическая модель расчета сейсмозащиты зданий и сооружений / Х. Н. Мажиев, М. Г. Алишаев, М. М. Батдалов // Наука и образование в Чеченской Республике: состояние и перспективы развития. Материалы Всероссийской научно-практической конференции, посвященной 10-летию со дня основания КНИИ РАН, 7 апреля 2011 г. — Грозный, 2011.
- Мажиев, Х. Н. Основные направления применения полимеров для улучшения свойств строительных композитов [Текст] / С. Н. Хаджиев, Ю. М. Баженов, Д.К.-С. Батаев, Х. Н. Мажиев, С.-А. Ю. Муртазаев // Наука и образование в Чеченской Республике: состояние и перспективы развития: материалы Всероссийской научно-практической конференции, посвященной 10-летию со дня основания КНИИ РАН, 7 апреля 2011 г. — Грозный, 2011.

## Награды
- Заслуженный работник высшей школы Российской Федерации (26 января 2023) — за заслуги в научно-педагогической деятельности, подготовке квалифицированных специалистов и многолетнюю добросовестную работу[7]
- Почётный работник высшего профессионального образования Российской Федерации
- Медаль "За заслуги перед Чеченской Республикой"
- Почётный знак «За трудовое отличие» (13 октября 2020) — за высокие достижения в сфере развития высшего образования Чеченской Республики, воспитание и подготовку научных кадров и в связи с 100-летием федерального государственного образовательного учреждения высшего образования «Грозненский государственный нефтяной технический университет имени академика М.Д. Миллионщикова»
- Почетный строитель Юга и Северного Кавказа
- Почётная грамота Российской академии наук (23 июл 2024) — за плодотворный труд, высокий профессионализм, успешную научно-организационную деятельность и подготовку научных кадров высшей квалификации

## Примечание
1. ↑  Профиль. myrosmol.ru. Дата обращения: 25 июля 2022.
2. ↑  Мажиев Хасан Нажоевич. biblio.dissernet.org. Дата обращения: 25 июля 2022. Архивировано 25 июля 2022 года.
3. 1 2 3  Зелев Андрей Юрьевич. Знаменитые Чеченцы и Ингуши Энциклопедия Л-С. samlib.ru. Дата обращения: 25 июля 2022. Архивировано 10 августа 2020 года.
4. ↑  СЕЙСМО-ИНФО/Мажиев Х. Н. / М / Имена. seismo-safety.info. Дата обращения: 25 июля 2022. Архивировано 25 июля 2022 года.
5. ↑  Власти потратят 54 миллиарда на инновационное развитие Чечни. Российская газета. Дата обращения: 25 июля 2022. Архивировано 25 июля 2022 года.
6. 1 2 3 4  Диссертации Мажиева Хасана Нажоевича — известные ученые. famous-scientists.ru
7. ↑  Указ Президента Российской Федерации от 26.01.2023 № 37 "О награждении государственными наградами Российской Федерации". Официальный интернет-портал правовой информации (26 января 2023). Дата обращения: 3 октября 2023.